# Coribe
Coribe is een gemeente in de Braziliaanse deelstaat Bahia. De gemeente telt 14.895 inwoners (schatting 2009).

## Aangrenzende gemeenten
De gemeente grenst aan Cocos, Feira da Mata, Jaborandi en São Félix do Coribe.